# Тимощенков, Иван Васильевич
Иван Васильевич Тимощенков (6 января 1844 года, станица Каменская, Войска Донского ―
1922 года) ― краевед, историк.

## Биография
Родился Иван Васильевич 6 января 1844 года в станице Каменской Войска Донского. Иван Тимощенков учился в местных приходском и окружном училищах и окончил педагогическое отделение Новочеркасской гимназии. В 1862―1874 годах работал учителем в приходских школах области. Иван Васильевич Тимощенков работал смотрителем училищ Усть-Медведицкого округа, смотрителем Калмыцкого окружного училища. Несколько лет Иван Тимощенков жил в Петербурге, сотрудничая в журналах «Новь» и «Дело», потом вернулся на Дон, занимался сельским хозяйством. В 1873 году был действительным членом статистического комитета Области Войска Донского.
И. В. Тимощенков ― автор целого ряда статей, которые посвящены изучению Донской области в экономическом, историко-археологическом, статистическом и этнографическом отношениях. Донская история привлекала Ивана Васильевича Тимощенкова. В 1870-е годы в газете «Донские областные ведомости» были опубликованы его статьи о Казанской станице и других станицах и поселениях Области Войска Донского. Иван Васильевич в 1875 году подготовил серию статей, посвящённые хозяйственному описанию поселений Хопёрского округа и состоянию земской почты в области.
Статья, посвящённая о Втором Донском округе стала итогом длительной работы Ивана Васильевича Тимощенкова, эта статье даёт комплексное представление о населении, землевладении и состоянии экономики округа.
Его труды содержат материал первостепенной важности по социально-экономической истории Дона, о развитии исторической мысли на Дону, духовной культуре донского казачества.
Тимощенков Иван Васильевич является автором книг и статей: «Борьба с земельным хищничеством. Бытовые очерки (о калмыцких степях и их обитателях)» (СПб., 1888), «Урюпинская станица и прилегающие к ней местности» (Н., 1875), «Очерк переселения казаков с Дона на Терек, Кубань и Сунжу в 1792―1795 и 1845―1846 гг.» (СОВДСК, Вып. 1. Н., 1901. С. 62―77. Вып. 2. Н., 1902. С. 3―13), «Труды по экономическому обследованию казачьих станиц Области Войска Донского (с 1877 по 1907 г. включительно)» (Н., 1908) и другие. Иван Васильевич ― автор около ста статей и заметок.
Умер И. В. Тимощенков в 1922 году.

## Труды
- Владимирская станица, Черкасского округа. Новочеркасск, 1908.
- Владимирская станица, Черкасского округа: (экономическое обследование) // Сборник Областного войска Донского статистического комитета. Новочеркасск, 1908. ― Вып. 8. ― С. 120―140.
- Второй Донской округ Области войска Донского: статистическо-экономический очерк // Сборник Областного войска Донского статистического комитета. Новочеркасск, 1906. ― Вып. 6. ― С. 83―106.
- Второй Донской округ Области войска Донского: статистическо-экономический очерк. [Новочеркасск, 1906].
- Гундоровская станица, Донецкого округа: (экономическое обследование) // Сборник Областного войска Донского статистического комитета. Новочеркасск, 1908. ― Вып. 8. ― С. 95―119.
- Земская почта в Донской области // Донские областные ведомости. Часть неофициальная, 1876. ― 25 февр. (№ 16); 6 марта (№ 19).
- Калитвенская станица: (экономическое обследование) // Сборник Областного войска Донского статистического комитета. Новочеркасск, 1908. ― Вып. 8. ― С. 55―71.
- Кобылянская станица: статистическо-экономический очерк // Сборник Областного войска Донского статистического комитета. Новочеркасск, 1907. ― Вып. 7. ― С. 98―109.
- Михайловская станица // Донские областные ведомости. Часть неофициальная, 1875. ― 12 нояб. (№ 88).
- О скотопрогонных дорогах в Донской области // Донские областные ведомости, 1873. ― 13 нояб. (№ 45).
- Общественный быт и народные обычаи Казанской станицы // Труды Областного войска Донского статистического комитета. Новочеркасск, 1874. ― Вып. 2. ― С. 139―181.
- Общественный быт и народные юридические обычаи Казанской станицы // Донские областные ведомости. Часть неофициальная, 1873. ― 31 окт. (№ 43).
- Отчет об археологическом обследовании древнего городища при балке Рыгиной, вблизи ст. Каменской, Донецкого округа, области войска Донского. [Новочеркасск, 1901].
- Очерк переселения казаков с Дона на Терек, Кубань и Сунжу // Сборник Областного войска Донского статистического комитета. Новочеркасск, 1901. ― Вып. 1. ― С. 62―77; Вып. 2. ― С. 3―13.
- Петровская ярмарка в Казанской станице // Донские областные ведомости. Часть неофициальная, 1873. ― 14 авг. (№ 32).
- Сидорская волость, Усть-Медведицкого округа: статистическо-экономический очерк // Сборник Областного войска Донского статистического комитета. Новочеркасск, 1905. ― Вып. 5. ― С. 66―80.
- Станица Кривянская, Черкасского округа: (экономическое обследование) // Сборник Областного войска Донского статистического комитета. Новочеркасск, 1908. ― Вып. 8. ― С. 72―94.
- Станица Нижне-Чирская: статистическо-экономический очерк // Сборник Областного войска Донского статистического комитета. Новочеркасск, 1906. ― Вып. 6. ― С. 107―130.
- Труды по экономическому обследованию казачьих станиц Области войска Донского (с 1877 по 1907 г. вкл.). Новочеркасск, 1908.
- Урюпинская станица и прилегающие к ней местности // Донские областные ведомости. Часть неофициальная, 1875. ― 22 окт. (№ 82).
- Хутор Родионов на Кардаиле // Донские областные ведомости. Часть неофициальная, 1875. ― 5 нояб. (№ 86).